# Idiocarus
Idiocarus is een geslacht van wantsen uit de familie van de Naucoridae (Zwemwantsen). Het geslacht werd voor het eerst wetenschappelijk beschreven door Montandon in 1897.

## Soorten
Het genus bevat de volgende soorten:

- Idiocarus elongatus Montandon, 1897
- Idiocarus intermedius La Rivers, 1971
- Idiocarus isolatus D. Polhemus & J. Polhemus, 1986
- Idiocarus minor La Rivers, 1971
- Idiocarus papuus D. Polhemus & J. Polhemus, 1986
- Idiocarus sepikanus D. Polhemus & J. Polhemus, 1986